# August F. Schmidt
August Frederik Schmidt (født 4. august 1899 i Gesten, død 17. juli 1965 i Aarhus) var en dansk folkemindeforsker og lokalhistorisk forfatter.
I perioden 1921-26 var Schmidt faglig assistent ved Dansk Folkemindesamling. Hans første bog var Danmarks helligkilder fra 1926 og siden blev det til talrige artikler og bøger helt frem til hans død, ofte udgivet på eget forlag.
I størstedelen af sit voksne liv boede forfatteren i Brabrand-Årslev i Østjylland, og hans vigtigste værk er formentlig netop seks bind om disses historie udgivet over en periode midt i 1900-tallet suppleret med et sammenfattende bind udgivet af Brabrand-Årslev Kommune i 1962.
Ligeledes beskrev han nabosogne som Åby, Viby, Lyngby og Borum grundigt i bøger og artikler.

## Ufuldstændig bibliografi
- Brørup Sogns Historie, Brørup 1949
- Sydøstjyllands historikere, Ribe:Dansk Hjemstavns Forlag , 1950
- Leksikon over Iandsbyens Gilder: Festskikke og Fester på Landet, København:Rosenkilde og Bagger 1950
- Fra Als: spredte studier, Sønderborg 1951
- Hegn og Markfred, Brabrand:Eget forlag 1953
- Aarhusegnens Landsbyliv, Århus 1953
- Fra folketroens og sagnenes verden, 1954
- Gjesten sogns historie, Kolding:Gjesten Kommune 1955
- fra Folkemindeforskningens Overdrev, Brabrand:Eget forlag 1956
- Fra Koldingegnen, I-IV, Brabrand:Eget forlag 1956-1965
- Fra Hoveriets Dage, Brabrand:Eget forlag 1957
- Danmarks Byremser (Danmarks Folkeminder, Nr. 67), København:Munksgaard 1957
- Fra Mors, I-III, Brabrand:Eget forlag 1957-1964
- Memoirer og Breve, Brabrand:Eget forlag 1960
- Fra Aarhusegnens gamle Landsbyer : Sagn, Tro og Digtning, Brabrand:Eget forlag 1960
- Brabrand og Aarslev Sognes Historie, Brabrand:Brabrand-Aarslev Kommune 1962
- Mærkedage og Vejrregler : En folkloristisk Undersøgelse, Brabrand:Eget forlag 1964
- Stedlige Mundheld og Talemaader, Brabrand:Eget forlag 1964
- Fra Djurslands gamle Landsbyer : Folkeliv og Folkeskikke (Danmarks Folkeminder, Nr. 75),
- Landsbysmeden. Et Stykke Bondehistorie (Thomas Nielsens Boghandel, Ryslinge 1931), København:Munksgaard 1964
- Fra den gamle Landsby – til den ny, Brabrand:Eget forlag 1965
- Bondearbejder og husdyr, Brabrand 1966:Eget forlag

### Artikler
- August F. Schmidt (1939), "Til "Jens Vejmand" og "Vor Barndoms Bæk"", Danske Studier: 161-163, Wikidata   Q133268222